# 中国社会科学院大学
39°44′17″N 116°10′34″E / 39.73797°N 116.17616°E
中国社会科学院大学（簡稱中国社科大或社科大；英文：University of Chinese Academy of Social Sciences，缩写为UCASS），是2017年經中华人民共和国教育部批准，由中國社會科學院領導，以中国社会科学院研究生院為主體，整合中国青年政治学院本科教育及部分研究生教育资源而组建的一所大学。中国社会科学院大学于2017年秋季首次招收本科生。
中国社会科学院大学隶属于中国社会科学院，师资包括中国社会科学院学部委员、研究员、副研究员、学科带头人，国家长江学者、国家级教学名师、国家“百千万人才工程”人选、国家“千人计划”人选等。
中国社会科学院大学主校区在北京房山区良乡。

## 历史
1977年，原中国科学院哲学社会科学学部的14个研究所独立出来组建中国社会科学院，同时胡乔木等社科院领导决定筹建研究生院。1978年2月26日，新华社发布了社科院研究生院招生信息，招生的目的是“为了培养又红又专的哲学社会科学专门人才，加速建立一支宏大的马克思主义理论队伍”。参加第一届研究生入学考试的全国各地考生多达5433名，最后招生录取的研究生共计448名。
社科院研究生院早期的招生考试制度比较灵活。1979年时，报考政治经济学专业需要在报名时提交一篇论文，根据论文核发准考证。考试科目包括政治、外语、语言逻辑、政治经济学基础、数学和常识等六门。政治考试强调见解，不评分，只作录取时的参考。考生可以根据自己实际情况同时申请多种外语，但若外语程度较差，也可以申请免试。数学则既可选考初等数学，也可选高等数学，还可两种同时选考。而常识则包括自然科学、社会科学、文学、历史、地理等各方面内容。1983年，社科院研究生院开始招收博士研究生，第一届共招收14个专业22人，马洪、于光远、宦乡、费孝通、任继愈、刘大年、钱俊瑞、赵凤歧等担任指导教师。1985年，社科院研究生院开始招收海外进修生。
到1988年时，研究生院共招收了11届硕士研究生，计2028人，此外，还招收了两届研究生班，授予硕士学位共1598人。还有59名博士毕业生获得了博士学位。社科院研究生院形成了独一无二的“集中办院、按所设系、分片教学、统一管理”的办学体制和办学模式。它培养的很多学生，活跃在政、学、商各界，成为推动改革开放进程、引领思想文化潮流的中坚力量。
此后，社科院研究生院的招生规模稳定增长，并从1997年开始招收外国留学博士、硕士研究生，2000年开始招收港澳台地区博士、硕士研究生。2009年，社科院研究生院已经成为中国人文和社会科学学科设置最完整的一流研究生院，拥有一级学科博士、硕士学位授权点11个；二级学科博士学位授权点80个、硕士学位授权点87个；自主设置博士授权点2个、硕士授权点11个；还有公共管理硕士、社会工作硕士、工商管理硕士、金融硕士、税务硕士、文物与博物馆硕士和法律硕士7个专业学位授权点。目前在校研究生1600多人，其中港澳台地区和外国留学研究生100多人。截至2008年7月初，研究生院共授予博士学位2574人、硕士学位4198人、专业硕士学位339人。2017年，中国社会科学院在合併中国社会科学院研究生院、中国青年政治学院本科的基础上成立中国社会科学院大学。
2018年9月，中国社会科学院研究生院的学位授予权调整至中国社会科学院大学，中国社会科学院研究生院的学位授予单位资格不再保留。从2019年开始招收的研究生，由中国社会科学院大学授予学位。中国社会科学院研究生院的称号保留。

## 學院設置
中国社会科学院大学共設有13个科教融合学院，對應中國社會科學院的各个系所。

### 2020年院系调整
2020年9月，中国社会科学院印发《中国社会科学院大学院系调整暨推进科教融合改革工作方案》，根据该方案，中国社会科学院大学将与中国社会科学院相关研究所（院）在原有7个本科学院，3个研究生学院和17个研究生教学系的基础上共同组建12个学院，每个学院由中国社会科学院一个研究所（院）作为牵头合作单位。2020年9月29日，中国社会科学院大学举办「2020年开学典礼暨科教融合学院成立大会」，正式宣布12个科教融合学院成立。
| 科教融合学院   | 牵头合作单位               | 本科专业                     | 研究生专业 | 院长   | 书记 |
| -------------- | -------------------------- | ---------------------------- | ---------- | ------ | ---- |
| 哲学院         | 社科院哲学研究所           | 哲学                         |            | 王立胜 |      |
| 经济学院       | 社科院经济研究所           | 经济学                       |            | 黄群慧 |      |
| 商学院         | 社科院财经战略研究院       | 财务管理、国际经济与贸易     |            | 何德旭 |      |
| 法学院         | 社科院法学研究所           | 法学                         |            | 陈 甦  |      |
| 政府管理学院   | 社科院政治学研究所         | 政治学与行政学               |            | 张树华 |      |
| 国际关系学院   | 社科院世界经济与政治研究所 | 国际事务与国际关系           |            | 张宇燕 |      |
| 社会学院       | 社科院社会学研究所         | 社会学                       |            | 陈光金 |      |
| 马克思主义学院 | 社科院马克思主义研究院     | 思想政治教育、马克思主义理论 |            | 辛向阳 |      |
| 文学院         | 社科院文学研究所           | 汉语言文学                   |            | 刘跃进 |      |
| 外国语学院     | 社科院外国文学研究所       | 英语、法语                   |            | 程 巍  |      |
| 新闻传播学院   | 社科院新闻与传播研究所     | 新闻学、广播电视学           |            | 唐绪军 |      |
| 历史学院       | 中国历史研究院             | 历史学                       |            | 李国强 |      |

## 校园环境

### 良乡校区
主要建筑景观
- 学校东门：
- 图书馆：
- 研究生教学楼：
- 行政楼：
- 喷泉广场：
- 党校楼：
- 本科生教学楼：

食堂：

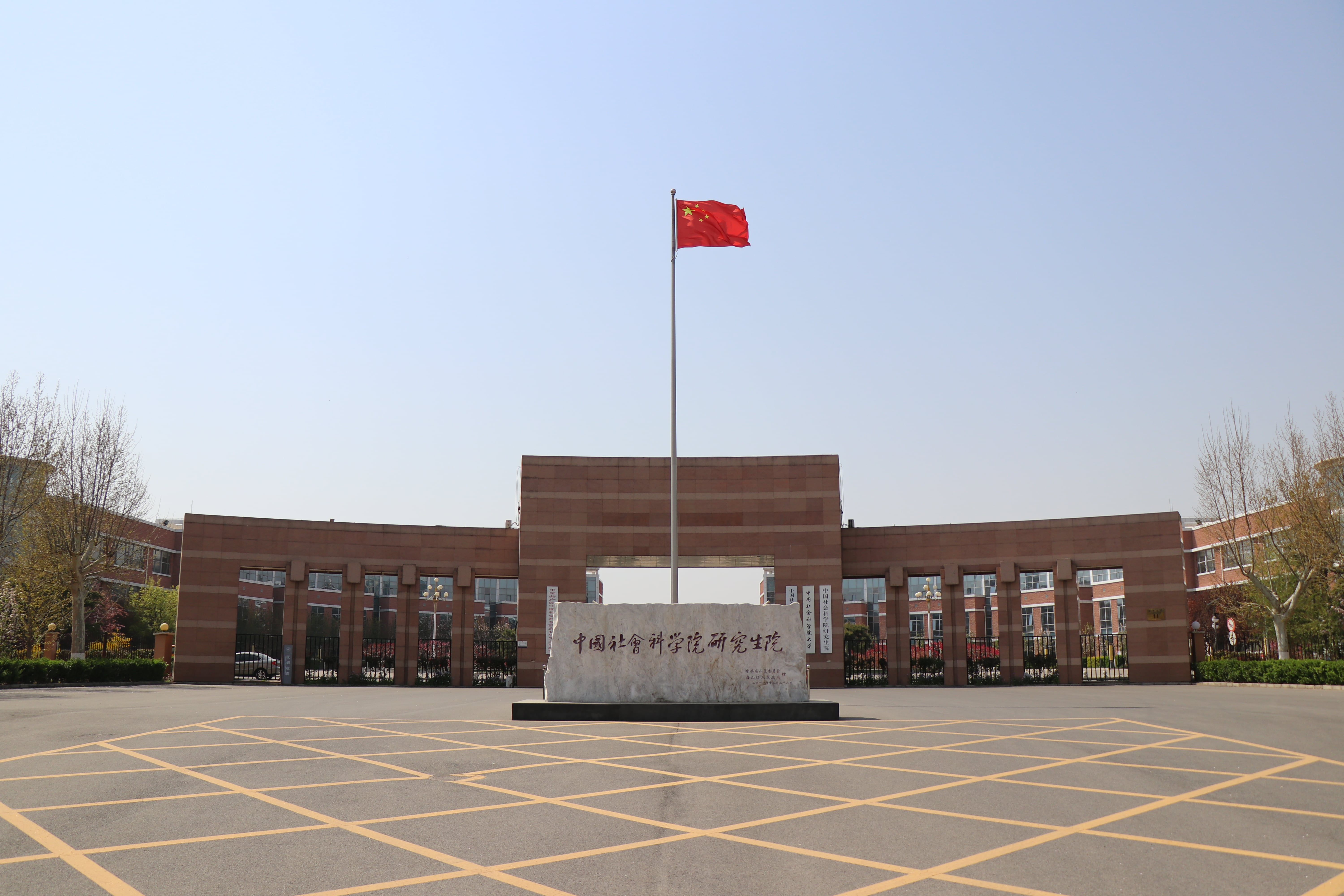
中国社会科学院大学（良乡校区）东门景观

中国社会科学院大学（良乡校区）校内共有两个食堂：
- 食堂：师生惯称为“一食堂”。
- 风味餐厅与教职工餐厅：师生惯称为“二食堂”，位于本科生教学楼一楼。于2018年开业。

宿舍：
交通
- 地铁：距离中国社会科学院大学（良乡校区）最近的地铁站是北京地铁房山线广阳城站。
- 摆渡车：

### 望京校区

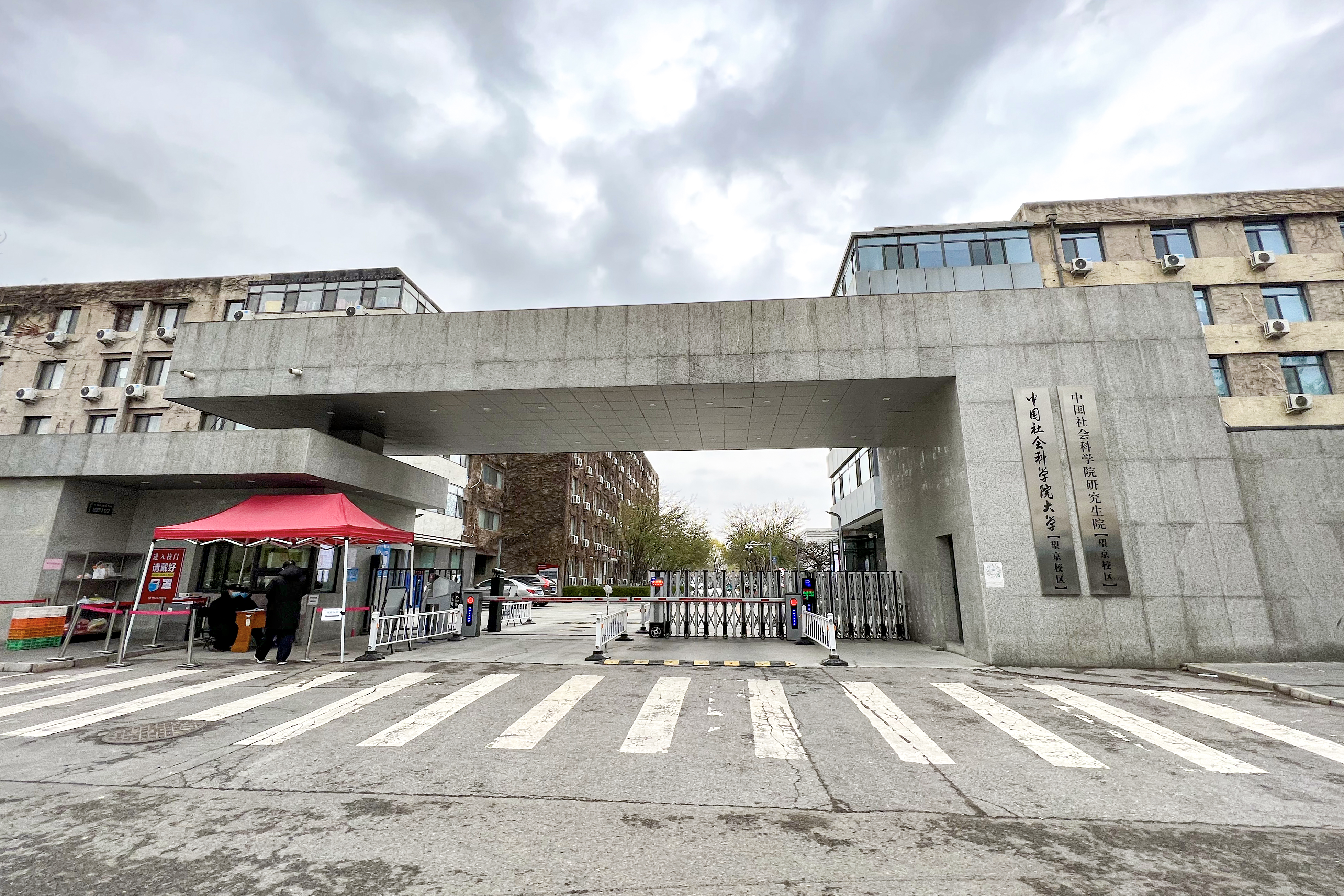
望京校区

## 形象标识

社科大校徽

### 校徽、校旗与标准色
- 校徽：核心图案为五角星和书籍，两侧是雄鹰翅膀，周围是学校英文名称，下方是学校中文名称和建校时间。[12]
- 校旗：旗面正中是中英文校名及校徽，周围是金穗。[12]
- 标准色：为红色。[12]

### 校歌
- 中国社会科学院大学校歌为《人文之光》。作词者为朱海、李克，作曲者为徐沛东。[13]

### 校训
中国社会科学院大学沿用中国社会科学院研究生院的院训：笃学、慎思、明辨、尚行。

## 学校领导
学校现任主要领导姓名与职位对应如下表所示：
| 姓名                                          | 职务                                                                                                   |
| --------------------------------------------- | --- |
| 崔唯航                                        | 中国社会科学院大学（研究生院）党委书记                                                                 |
| 张政文                                        | 中国社会科学院大学（研究生院）党委常务副书记 中国社会科学院大学校长 中国社会科学院研究生院副院长       |
| 张树辉                                        | 中国社会科学院大学（研究生院）党委常委 中国社会科学院大学副校长 中国社会科学院研究生院副院长           |
| 尤利前                                        | 中国社会科学院大学（研究生院）党委常委、纪委书记 中国社会科学院大学副校长 中国社会科学院研究生院副院长 |
| 高 程                                         | 中国社会科学院大学副校长 中国社会科学院研究生院副院长                                                  |
| 高文书                                        | 中国社会科学院大学（研究生院）党委常委 中国社会科学院大学副校长 中国社会科学院研究生院副院长           |
| 姜 飞                                         | 中国社会科学院大学（研究生院）党委常委 中国社会科学院大学副校长 中国社会科学院研究生院副院长           |
| 黄建云                                        | 中国社会科学院大学（研究生院）党委常委、宣传统战部部长                                                 |
| 刘文瑞                                        | 中国社会科学院大学（研究生院）党委常委、组织部（党校）部长                                             |
| ：中国社会科学院大学 ：中国社会科学院研究生院 | |

## 声望与排名

### CWUR世界大学排行
| 年份 | 排名 | 排行榜           |
| ---- | ---- | ---------------- |
| 2019 | 1893 | CWUR世界大学排行 |